# Alicia Lagano
Alicia Lagano, née le 26 mars 1979 à Brooklyn, est une actrice de télévision et de cinéma américaine.

## Filmographie
- 1999 - La fille de l'équipe (en) (TV) : Syd
- 1999 - Totem (film) : Tina Gray
- 1999 - Providence (TV)
- 2000 - Le Secret de Jane (TV) : Taylor
- 2000 - City of Angels (TV)
- 2001 - All About Us (TV) : Cristina Castelli
- 2001 - Urgences (TV) : Tracy
- 2001 - Microscopic Boy
- 2002 - One on One (TV) : Alicia
- 2003 - FBI : Portés disparus (TV) : Michelle Holmes
- 2003 - Amy (TV) : Callie Roane
- 2003 - Dunsmore : Ruby Pritcher
- 2004 - Raspberry Heaven : Angie Callaway
- 2004 - La Vie avant tout (TV)
- 2006 - Ghost Whisperer (TV) : Lilia
- 2006 - Believe in Me : Frances Bonner
- 2008 - Rock Monster (TV) : Toni
- 2009 - Dexter (TV) : Nikki Wald
- 2009 - Albino Farm : Melody
- 2009 - Prison Break (TV) : Agatha Warren
- 2009 - Prison Break: The Final Break : Agatha
- 2009 - Lie to Me (TV) : Sheila Lake
- 2010 - Bones (TV) : Kathy Lyford
- 2010 - Bailey et Stark (TV) : Marion
- 2010 - Les Experts (TV) : Anya Sanchez
- 2011 - Les Experts : Miami (TV) : Tricia Quimby
- 2011 - The Cape (TV) : Janet Peck
- 2012 - The Client List (TV) : Selena Ramos
- 2012 - L'Étrange Pouvoir de Norman : La touriste
- 2013 - Accusée par erreur (The Wrong Woman) (TV) : Bates
- 2013 - Grimm (TV) : Alicia
- 2013 - Castle (TV) : Emma Riggs (saison 6 épisode 4)
- 2015 - Revenge : Nancy (saison 4)
- 2015 - Scorpion : La fille du casino
- 2016 - NCIS enquêtes spéciales : Joann (saison 13 épisode 19)
- 2024 : Code Quantum : Elena Carr (saison 2 épisode 9)